# Naura Bombolo Balongya
Naura Bombolo Balongya, née le 16 novembre 1994 à Kinshasa, est une joueuse congolaise (RDC) de basket-ball évoluant au poste de meneuse.

## Carrière
Elle participe avec l'équipe de République démocratique du Congo à deux éditions du Championnat d'Afrique féminin de basket-ball, terminant neuvième en 2017 et sixième en 2019.
Elle évolue en club à l'BC Vita Club.